# Wettin-Löbejün
Wettin-Löbejün es una ciudad en el distrito de Saale el estado alemán de Sajonia-Anhalt.

## Geografía

### Ubicación
Wettin-Löbejün es el municipio más septentrional en distrito de Saale. Se encuentra a unos 60 Kilómetros al sur de Magdeburg (capital del Estado) y a 15 kilómetros al norte de la ciudad de Halle.

## Pueblos/Barrios
| Lugar           | Habitantes | Barrios                                          |
| --------------- | ---------- | ------------------------------------------------ |
| Brachwitz       | 988        | Brachwitz und Friedrichsschwerz                  |
| Döblitz         | 162        | Döblitz                                          |
| Domnitz         | 736        | Domnitz, Dornitz und Dalena                      |
| Gimritz         | 345        | Gimritz und Raunitz                              |
| Löbejün         | 2.247      | Gottgau, Löbejün und Schlettau                   |
| Nauendorf       | 1.761      | Kleinmerbitz, Merbitz, Nauendorf und Priester    |
| Neutz-Lettewitz | 886        | Deutleben, Görbitz, Lettewitz und Neutz          |
| Plötz           | 658        | Oberplötz, Kösseln und Unterplötz                |
| Rothenburg      | 796        | Rothenburg                                       |
| Wettin          | 2.355      | Dobis, Dößel, Mücheln, Schachtberg und Zaschwitz |

## Historia
La ciudad es el resultado de la fusión, el 1 de enero de 2011 de las ciudades de Löbejün y de Wettin, así como de los municipios de Brachwitz, Döblitz, Domnitz, Gimritz, Nauendorf, Neutz De Lettewitz, Plötz y Rothenburg.